# Hans Kail
Johann „Hans“ Kail war ein österreichischer Eishockeytorwart.

## Karriere
Während seiner Spielerkarriere spielte er erst für den Eislaufverein Stockerau und ab 1928 für den Österreichischen Wintersportclub.
International spielte er für die österreichische Eishockeynationalmannschaft als Ersatztorhüter bei den Olympischen Winterspielen 1928.